# راهزان (مشهد ميقان)
راهزان (بالفارسية: راهزان) هي قرية تقع في إيران في قسم مشهد میقان الريفي. يقدر عدد سكانها بـ 99 نسمة بحسب إحصاء 2016.